# Carlo Raimondi
Pour les articles homonymes, voir Raimondi.
Carlo Raimondi, né le 24 décembre 1809 dans les Bouches de Kotor et mort le 5 janvier 1883 à Parme, est un peintre et graveur romantique italien du XIXe siècle actif principalement à Parme.

## Biographie
Carlo Raimondi naît dans les Bouches de Kotor (qui appartenaient alors aux Provinces illyriennes et fait aujourd'hui partie du Monténégro) en 1809, alors que son père y avait emménagé pour y travailler pendant quelques mois. Raimondi part plus tard à Reggio d'Émilie, plus précisément à Albinea, et y reste jusqu'à l'âge de 27 ans. Il étudie les arts à Reggio auprès de Prospero Minghetti et perfectionne sa gravure à l'école de Giovanni Rocca.
Après avoir vécu à Reggio, Raimondi s'établit à Parme où il devient l'élève de Paolo Toschi entre 1822 et 1828. Il devient par la suite le principal collaborateur de Toschi. Il est nommé professeur de gravure à l'Académie des beaux-arts de Brera en 1848 avant d'être appelé en 1854 par Marie-Louise d'Autriche pour remplacer Toschi, qui vient de décéder, en tant que recteur de l'école de gravure de l'Académie des beaux-arts de Parme. Depuis ce moment, Raimondi décide de rester définitivement à Parme. On note que l'habilité dans l'exécution de portraits et la douceur au burin de Raimondi lui viennent probablement de son précédent maître, Toschi. Avec ce dernier, il réalise de nombreuses œuvres en collaboration, même s'il effectue par la suite des travaux de façon indépendante. 
Il réussit par la suite à maintenir le prestige de l'école de gravure de Parme qui, lors du décret de l'union des académies de Reggio, Parme, Bologne et Modène par Luigi Carlo Farini, est reconnue comme la seule de son domaine à pouvoir perfectionner les aptitudes des graveurs. C'est aussi à la mort de Toschi que Raimondi va se consacrer entièrement à la création de gravures sur cuivre.
La peintre impressionniste américaine Mary Cassat s'installe à Parme en 1871 où elle étudie Le Corrège et développe son art de la couleur. C'est auprès de Carlo Raimondi, qu'elle s'initie à l'art de la gravure
À sa mort, il ne lui reste que deux des œuvres de la collection du Corrège à graver. Il était aussi connu comme un aquarelliste très compétent.
En 1870, il reçoit la médaille d'argent à l'exposition nationale des beaux-arts de Parme et son nom se voit gravé dans les bustes du Corrège et du Parmesan. Après sa mort, la ville de Parme nomme une des rues du quartier de Montanara en son mom.